# Майкл Фляйшер
Майкл Фляйшер (Michael Fleischer) (народився 27 лютого 1908 в Бріджпорті, штат Коннектикут ; † 5 вересня 1998) — американський мінералог і геохімік. Найвідоміший редактор книги «Глосарій мінеральних видів».

## З біографії
Фляйшер вивчав хімію з 1927 в Єльському університеті зі ступенем бакалавра в 1930 році і здобув докторський ступінь в 1933 році. Працював у геофізичній лабораторії у Вашингтоні. У 1978 році він вийшов у відставку і до 1995 року науковий співробітник Смітсонівського інституту по кафедрі мінералогії.
У 1976 році він був удостоєний медалі Фрідріх - Беке і 1975, медалі Роблінг. Він був президентом мінералогічного товариства Америки (1952) (і її почесним членом), геохімічного товариства (1964), у 1971 віце-президент Товариства геохімії навколишнього середовища і здоров'я, а в 1953 віце-президент Геологічного товариства Америки, а в 1967 — президент Геологічного товариства Вашингтону. Він був членом Німецької академії природодослідників «Леопольдина» з 1974 року.
З 1953 по 1957 рік він був президентом Комісії геохімії Міжнародного союзу теоретичної і прикладної хімії. У 1978 році нагороджений за видатні заслуги медаллю служби департаменту внутрішніх справ США. У 1971 році він став почесним членом Мінералогічного товариства Великої Британії та Ірландії, а в 1969 Французького мінералогічного товариства.

## Основні праці
- з Ray E. Wilcox, John J. Matzko.Microscopic determination of the non opaque minerals, Washington D.C.1984
- Herausgeber Data of geochemistry, US Geological Survey, Washington D. C. 12 Bände, 1962 bis 1979
- з Raymond Parker Geochemistry of Niobium and Tantalum, Washington D. C. 1968
- з Robert Sprague Jones Gold in minerals and the composition of native gold, US Geological Survey, Washington D. C. 1969
- з Judith W. Frondel, Robert S. Jones Glossary of uranium and thorium bearing minerals, Washington D. C., 4. Auflage 1967
- з Sam Rosenblum The distribution of rare-earth elements in minerals of the monazite family, Washington D. C. 1995
- Glossary of mineral species, Tucson, Arizona, Mineralogical Records, 7. Auflage 1995 (zuerst 1971, die Auflagen von 1991 und 1995 mit J. A. Mandarino)